# Ferrán Terra
Ferrán Terra Navarro (* 10. März 1987 in Mataró) ist ein spanischer Skirennläufer.

## Werdegang
Terra gab sein internationales Debüt im Dezember 2002 im Citizen-Riesenslalom von Bormio. In den Jahren 2007, 2009, 2011 und 2013 nahm er an den Weltmeisterschaften teil, sein bestes Resultat war der 16. Platz in der Super Kombination 2011. Sein Weltcupdebüt gab er im Oktober 2007 im Riesenslalom von Sölden. 2010 und 2014 nahm er an den Olympischen Spielen teil.

## Erfolge

### Olympische Spiele
- Vancouver 2010: 44. Abfahrt, 27. Super G, DNF2 Super Kombination, DNF1 Riesenslalom
- Sotschi 2014: 34. Abfahrt, 25. Super Kombination, DSQ Super G, DNF1 Riesenslalom

### Weltmeisterschaften
- Åre 2007: 33. Riesenslalom
- Val-d’Isère 2009: 28. Abfahrt, DNF2 Super Kombination, 33. Riesenslalom
- Garmisch-Partenkirchen 2011: DNF Super G, 32. Abfahrt, 16. Super Kombination, DNF1 Riesenslalom
- Schladming 2013: DNF Super G, DNF Abfahrt, DSQ1 Super Kombination

### Juniorenweltmeisterschaften
- Bardonecchia 2005: 52. Abfahrt, 60. Super G, DNF1 Riesenslalom
- Québec 2006: 56. Abfahrt, 40. Super G, DNF1 Slalom, 49. Riesenslalom
- Altenmarkt 2007: DNF Abfahrt, 22. Super G, 45. Riesenslalom

### Europacup
20 Mal unter den Top 30, davon 5 Plätze unter den Top 10

### Weitere Erfolge
- 6 Siege in FIS-Rennen
- Spanischer Meister im Riesenslalom 2007, 2009 und 2011, im Slalom 2009 und im Super G 2011 und 2013